# Stan zaporowy
Stan zaporowy – stan elementu półprzewodnikowego zawierającego złącze p-n, w którym oporność pomiędzy jego połączeniami wyjściowymi jest stosunkowo duża. 
Dla podstawowego złącza p-n jakim jest dioda stan zaporowy uzyskuje się przez polaryzację w kierunku zaporowym. Następuje to poprzez przyłożenie napięcia ujemnego do obszaru typu "p" oraz napięcia dodatniego do obszaru typu "n" (tzw. napięcie wsteczne). W bardziej skomplikowanych strukturach, takich jak tyrystor lub triak stan zaporowy jest stanem "domyślnym" - element taki może zostać przełączony w stan przewodzenia przy spełnieniu określonych warunków.
Oporność w stanie zaporowym jest stosunkowo duża - w praktyce przyjmuje się, że prąd nie płynie (są to wartości rzędu mikroamperów lub mniej). Jeśli jednak przyłożone napięcie wsteczne przekroczy pewną graniczną wartość, wówczas z powodu przebicia lawinowego następuje szybki spadek rezystancji i w efekcie uszkodzenie elementu. Dlatego też, dla większości elementów półprzewodnikowych dąży się do pracy w obszarze bezpiecznym. Jednym z wyjątków jest jednak dioda Zenera, dla której punkt pracy znajduje się w pobliżu granicy przebicia lawinowego. 
Stan zaporowy jest również wykorzystywany w diodach pojemnościowych. Złącze p-n posiada pewną pojemność elektryczną, której wartość zależy od wartości przyłożonego napięcia. Własność tą wykorzystuje się do automatycznego strojenia odbiorników fal radiowych.
Nielinowość charakterystyki napięcie-prąd w stanie zaporowym jak również w stanie przewodzenia jest szeroko stosowana m.in. w układach prostowniczych.